# Varon Milanes
Il Varon milanes de la lengua de Milan o semplicemente Varon milanes (in italiano: "Varrone milanese sulla lingua di Milano") pubblicato per la prima volta tra la fine del XVI secolo e l'inizio del XVII è uno dei più antichi testi della letteratura milanese. Opera di Giovanni Capis (nato a Domodossola intorno al 1550, morto dopo il 1610), consiste in una specie di dizionario etimologico del lessico milanese, in cui si tende a dimostrare l'origine latina e greca del dialetto meneghino. Il richiamo a Varrone del titolo si riferisce all'opera De lingua Latina dell'erudito reatino.

## Storia editoriale
Il Varon venne stampato per la prima volta a Pavia colle stampe del Bartoli, ma di questa prima edizione si ha solo un accenno nella seconda, apparsa a Milano presso Giovanni Giacomo Como nel 1606. Questa edizione, riveduta da Ignazio Albani (meratese, nato sul finire del Cinquecento e morto intorno al 1650), contiene anche il Prissian de Milan de la parnonzia milanesa ("Prisciano di Milano sulla pronuncia milanese"), opera di Giovanni Ambrogio Biffi.
Il Varon contiene circa 570 lemmi (parole o locuzioni) che illustrano non solo il dialetto milanese dell'epoca ma anche numerosi aspetti della vita del tempo.
Benché non sia redatto in milanese (a differenza del Prissian), la sua importanza per questo dialetto e per la sua letteratura è tale che il Porta lo cita come il primo dei cinque pilastri di questa letteratura (insieme a Carlo Maria Maggi, Domenico Balestrieri, Carl'Antonio Tanzi e Giuseppe Parini), in un suo celebre sonetto Varon, Magg, Balestrer, Tanz e Parin che inizia:
|  | Varon, Magg, Balestrer, Tanz e Parin,      |
|  | cinqu omenoni proppi de spallera,          |
|  | gloria del lenguagg noster meneghin,       |
|  | jesuss! hin mort, e inscì nol fudess vera. |

L'opera è stata poi ristampata in diverse epoche: nel 1750 a Milano ad opera di Giuseppe Marelli; nel 1816 da Francesco Cherubini, nel primo dei dodici volumi della sua Collezione delle migliori opere scritte in dialetto milanese (pp. 23-47); nel 1901 da Ferdinando Fontana nella sua Antologia Meneghina (Bellinzona, Tip. Em. Colombi, pp. 63-73). In tempi recenti l'ultima riedizione ne è stata fatta da Dante Isella (2005), che vi ha aggiunto un ampio apparato delle voci che ricorrono nei vari autori milanesi, da Bonvesin de la Riva a Delio Tessa.

## Edizioni
- Giovanni Capis, Varon milanes de la lengua de Milan, Einaudi, 2005, ISBN 88-06-17661-7.